# Noel Kaseke

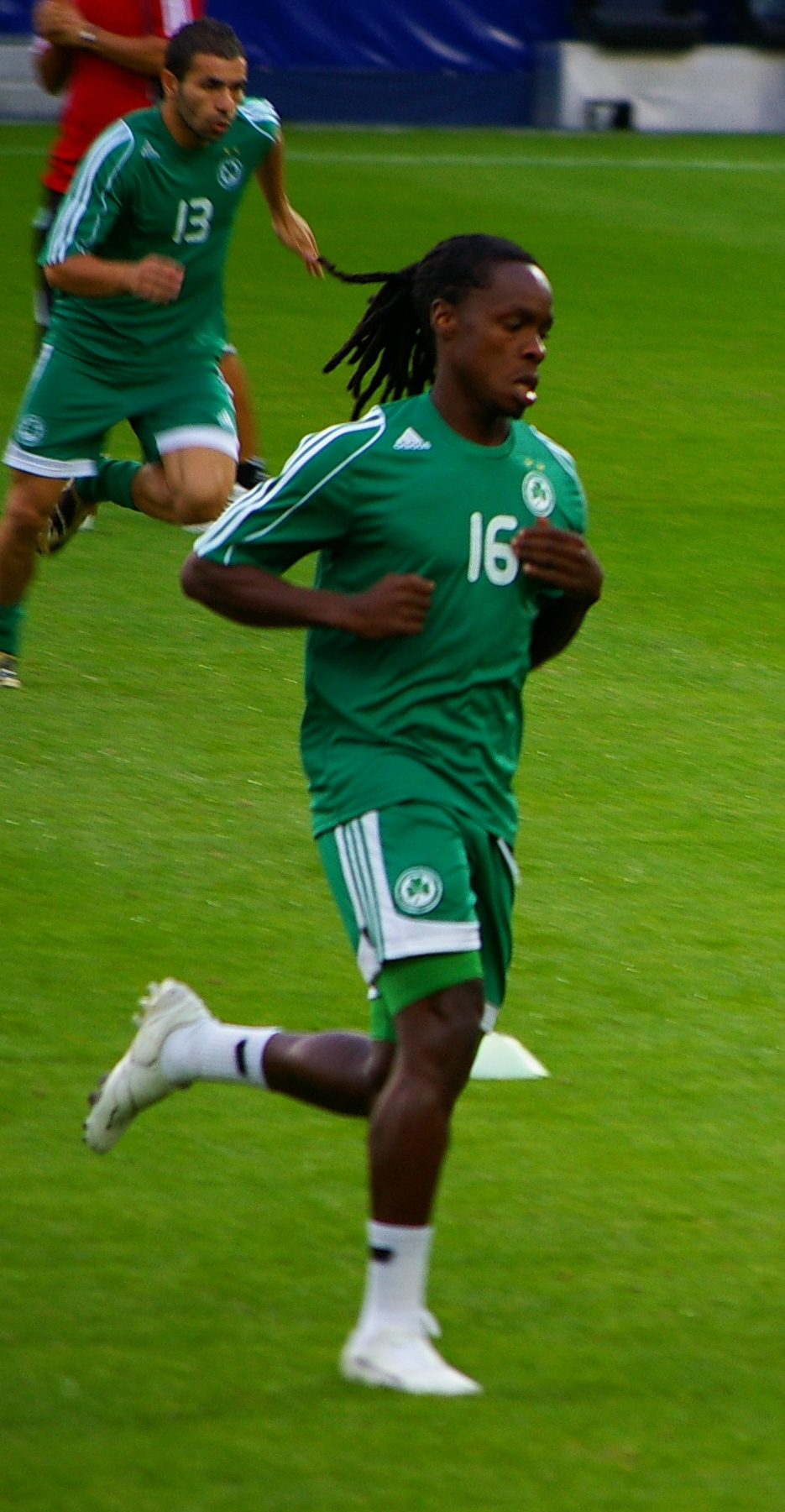
Noel Kaseke i AC Omonia, 2010.

Noel Kaseke, född 24 december 1980 i Bulawayo, Zimbabwe, är en professionell fotbollsspelare (defensiv mittfältare) som för tillfället spelar i Al-Shaab. I hemlandet spelade han för Highlanders FC (till 2002), och han har även tillhört mindre klubbar i Indien, Albanien och Cypern.
I maj 2012 förlöpte kontraktet med AC Omonia ut, så Noel var fri att hitta ett nytt lag. Under dessa fem år med AC Omonia vann Noel 5 titlar och även kärleken till Omonoias fans.